# لي إلينغتون
لي إلينغتون (بالإنجليزية: Lee Ellington)‏ هو لاعب كرة قدم بريطاني، ولد في 3 يوليو 1980 في برادفورد في المملكة المتحدة. لعب مع نادي ألترينتشام ونادي إكزتر سيتي ونادي ستاليبريدج سيلتيك ونادي هاروجيت تاون وهال سيتي.

## وصلات خارجية
- لي إلينغتون على موقع قاعدة بيانات كرة القدم.إي يو (الإنجليزية)
- لي إلينغتون على موقع Soccerbase.com (لاعب) (الإنجليزية)